# سیارک ۷۲۶۲
سیارک ۷۲۶۲ (به انگلیسی: 7262 Sofue، نامگذاری:1995BX1) هفت هزار و دویست و شصت و دومین سیارک کشف شده‌است که در ۲۷ ژانویه ۱۹۹۵ کشف شد.
قدر مطلق سیارک برابر ۳۵.۴ است.